# Tamás Sneider
Tamás Sneider (* 11. červen 1972, Eger) je maďarský farmář, historik a národně–radikální politik, od parlamentních voleb 2010 poslanec Zemského sněmu. V letech 2009 až 2018 místopředseda Hnutí za lepší Maďarsko, dne 11. května 2018 byl zvolen předsedou tohoto hnutí.

## Biografie
Pochází z rodiny Sneider, která již 300 let žije v obci Aldebrő v župě Heves. Jeho prarodiči byli rolníci, rodiče dělníci. Jeho děd za druhé světové války prošel východní frontou a nakonec byl zraněn v bitvě u Tordy (Tordai csata) v září 1944. Tamás Sneider se narodil roku 1972 v Egeru v tehdejší Maďarská lidové republice. V roce 1991 odmaturoval v oboru vinař a pěstitel ovoce na zemědělské škole v Egeru. Od roku 2009 studoval historii na Eszterházy Károly Főiskola, kde v roce 2017 získal diplom. Je ženatý, má čtyři děti. S rodinou žije v obci Aldebrő v župě Heves.

### Politická kariéra
V roce 2000 vstoupil do Strany maďarské spravedlnosti a života, později se stal předsedou oblastního spolku v Egeru. V letech 2002 až 2006 byl zastupitelem města Eger. Mezi lety 2002 až 2007 byl místopředsedou strany v župě Heves. V roce 2005 byl spoluzakladatelem hnutí Magyar Önvédelmi Mozgalom. V parlamentních volbách 2006 kandidoval za pravicovou koalici MIÉP - Jobbik a Harmadik Út. Roku 2007 vstoupil do Hnutí za lepší Maďarsko, ještě téhož roku byl zvolen předsedou oblastního spolku v Egeru, v roce 2009 byl zvolen předsedou hnutí v župě Heves. Ve volbách do Evropského parlamentu 2009 neúspěšně kandidoval za Jobbik na 16. místě jeho kandidátní listiny.
V parlamentních volbách 2010 kandidoval na 9. místě na celostátní kandidátní listině Hnutí za lepší Maďarsko, ze které byl zvolen poslancem Zemského sněmu v 6. volebním období.
V parlamentních volbách 2014 kandidoval na 5. místě na celostátní kandidátní listině Hnutí za lepší Maďarsko, ze které byl zvolen poslancem v 7. volebním období. V parlamentu byl poměrem PRO 150, PROTI 35, ZDRŽELO SE 5, zvolen místopředsedou Zemského sněmu.
V parlamentních volbách 2018 kandidoval na 7. místě na celostátní kandidátní listině Hnutí za lepší Maďarsko, ze který byl zvolen poslancem v 8. volebním období.
Dne 12. května 2018 byl se ziskem 54% hlasů zvolen předsedou Hnutí za lepší Maďarsko, na druhém místě se ziskem 46% se umístil László Toroczkai.
V roce 2020 opustil parlamentní skupinu Jobbik.